# Diocesi di Balanga
La diocesi di Balanga (in latino Dioecesis Balangensis) è una sede della Chiesa cattolica nelle Filippine suffraganea dell'arcidiocesi di San Fernando. Nel 2022 contava 682.698 battezzati su 853.373 abitanti. È retta dal vescovo Rufino Coronel Sescon.

## Territorio
La diocesi comprende la provincia filippina di Bataan.
Sede vescovile è la città di Balanga, dove si trova la cattedrale di San Giuseppe. A Orani sorge la basilica minore di Nostra Signora del Santissimo Rosario.
Il territorio si estende su 1.373 km² ed è suddiviso in 38 parrocchie.

## Storia
La diocesi è stata eretta il 17 marzo 1975 con la bolla Quoniam ad recte di papa Paolo VI, ricavandone il territorio dalla diocesi di San Fernando, che contestualmente è stata elevata al rango di arcidiocesi metropolitana.

## Cronotassi dei vescovi
Si omettono i periodi di sede vacante non superiori ai 2 anni o non storicamente accertati.
- Celso Nogoy Guevarra † (4 giugno 1975 - 8 aprile 1998 ritirato)
- Honesto Flores Ongtioco (8 aprile 1998 - 28 giugno 2003 nominato vescovo di Cubao)
- Socrates Buenaventura Villegas (3 maggio 2004 - 8 settembre 2009 nominato arcivescovo di Lingayen-Dagupan)
- Ruperto Cruz Santos (1º aprile 2010 - 24 maggio 2023 nominato vescovo di Antipolo)[2]
- Rufino Coronel Sescon, dal 3 dicembre 2024

## Statistiche
La diocesi nel 2022 su una popolazione di 853.373 persone contava 682.698 battezzati, corrispondenti all'80,0% del totale.
| anno | popolazione | popolazione | popolazione | presbiteri | presbiteri | presbiteri | presbiteri                | diaconi | religiosi | religiosi | parrocchie |
| anno | battezzati  | totale      | %           | numero     | secolari   | regolari   | battezzati per presbitero | diaconi | uomini    | donne     | parrocchie |
| ---- | ----------- | ----------- | ----------- | ---------- | ---------- | ---------- | ------------------------- | ------- | --------- | --------- | ---------- |
| 1980 | 274.038     | 301.141     | 91,0        | 24         | 23         | 1          | 11.418                    |         | 1         | 18        | 13         |
| 1990 | 369.000     | 419.000     | 88,1        | 22         | 19         | 3          | 16.772                    |         | 8         | 16        | 19         |
| 1999 | 440.667     | 506.694     | 87,0        | 37         | 37         |            | 11.909                    |         |           | 25        | 22         |
| 2000 | 450.151     | 519.178     | 86,7        | 37         | 37         |            | 12.166                    |         |           | 25        | 24         |
| 2001 | 462.525     | 557.659     | 82,9        | 36         | 36         |            | 12.847                    |         |           | 25        | 24         |
| 2002 | 495.963     | 575.400     | 86,2        | 37         | 37         |            | 13.404                    |         |           | 37        | 24         |
| 2003 | 484.800     | 606.000     | 80,0        | 37         | 37         |            | 13.102                    |         |           | 37        | 24         |
| 2004 | 528.135     | 621.336     | 85,0        | 35         | 35         |            | 15.089                    |         |           | 39        | 24         |
| 2006 | 543.000     | 604.000     | 89,9        | 52         | 34         | 18         | 10.442                    |         | 19        | 42        | 35         |
| 2012 | 587.399     | 676.000     | 86,9        | 55         | 32         | 23         | 10.679                    |         | 28        | 89        | 35         |
| 2015 | 617.000     | 712.000     | 86,7        | 54         | 31         | 23         | 11.425                    |         | 25        | 82        | 38         |
| 2018 | 647.350     | 747.960     | 86,5        | 56         | 33         | 23         | 11.559                    |         | 26        | 59        | 38         |
| 2020 | 658.300     | 760.650     | 86,5        | 58         | 33         | 25         | 11.350                    |         | 50        | 89        | 38         |
| 2022 | 682.698     | 853.373     | 80,0        | 59         | 34         | 25         | 11.571                    |         | 28        | 59        | 38         |